# 對外情報局
 俄罗斯联邦對外情報局（羅馬化：Sluzhba Vneshney Razvedki），縮寫為（轉寫：SVR或SWR），俄羅斯情報機构之一，专门负責俄联邦境外的情報活動。對外情報局的前身是隸屬於苏联国家安全委员会的第一总局，1991年蘇聯解體後改为现名。
總部位於俄羅斯莫斯科亞先捏沃，有一萬三千名职工，特工會以外交人員或記者身份進行情報活動。
現任俄羅斯總統，也曾經是對外情報局成員。

## 历史
1991年12月4日，对克格勃的分割相关法律被采纳后，克格勃的第一总局作为苏联中央情报局独立。
1991年12月18日，根据总统令，根据苏联中央情报局设立了对外情报局。

## 历任领导
苏联国家政治保卫局 （第一总局）局长
- 米哈伊尔·阿布拉莫维奇·特里利瑟尔：1921年－1929年

苏联内务人民委员部（第一总局）局长
- 阿尔图尔·赫里斯季安诺维奇·阿尔图佐夫（英语：Artur Artuzov）：1929年－1934年
- 阿布拉姆·阿罗诺维奇·斯卢茨基：1934年－1938年
- 谢尔盖·米哈伊洛维奇·施皮格尔格拉斯（英语：Sergey Spigelglas）：1938年（2月－7月）
- 弗拉基米尔·格奥尔吉耶维奇·捷卡诺佐夫：1938年－1940年

国家安全人民委员会（第一总局）局长
- 帕维尔·米哈伊洛维奇·菲京（英语：Pavel Fitin）：1940年－1946年

苏联国家安全部（第一总局）局长
- 彼得·瓦西里耶维奇·费多托夫（英语：Pyotr Fedotov）：1946年－1949年
- 谢尔盖·罗曼诺维奇·萨夫琴科：1949年－1953年
- 瓦西里·斯捷潘诺维奇·里亚斯诺伊：1953年（3月－6月）
- 亞歷山大·謝苗諾維奇·帕紐什金：1953年－1954年

苏联国家安全委员会（第一总局）局长
- 亞歷山大·謝苗諾維奇·帕紐什金：1954年－1956年
- 亚里山大·米哈伊洛维奇·萨哈罗夫斯基（英语：Aleksandr Sakharovsky）：1956年－1971年
- 费奥多尔康斯坦丁诺维奇·莫尔京：1971年－1974年
- 弗拉基米尔·亚历山德罗维奇·克留奇科夫：1974年－1988年
- 列昂尼德·弗拉基米罗维奇·舍巴尔申：1988年－1991年

俄羅斯聯邦对外情报局局长
- 叶夫根尼·马克西莫维奇·普里马科夫 （1991年12月26日－1996年1月9日）
- 维亚切斯拉夫·伊万诺维奇·特鲁布尼科夫（英语：Vyacheslav Trubnikov）（1996年1月－2000年5月）
- 谢尔盖·尼古拉耶维奇·列别杰夫（2000年5月20日－2007年10月6日）
- 米哈伊尔·叶菲莫维奇·弗拉德科夫 （2007年10月6日～2016年10月5日）
- 謝爾蓋·叶夫根尼耶维奇·納雷什金 （2016年10月5日－）

## 附属学校
对外情报学院

## 外部連接
- 官方网站 （俄文）